# Hanna Stephan
Hanna Katharina Stephan (* 2. Juni 1902 in Dramburg, Pommern; † 12. April 1980 in Osterode am Harz) war eine deutsche Schriftstellerin. Neben lyrischer Tätigkeit lag der Schwerpunkt ihres Schaffens in der Epik.

## Leben
Hanna Stephan absolvierte in Neuwied das Lyzeum und Oberlyzeum, an dem sie 1921 die wissenschaftliche Lehramtsprüfung absolvierte. Ergänzend legte sie in Berlin-Lichterfelde eine Lateinprüfung ab. In Berlin, namentlich an der Augusta-Schule, erhielt sie Ostern 1923 die Lehrbefähigung für Lyzeen. Danach studierte sie bis November 1928 an der Universität Berlin und der Universität Marburg Deutsch, Geschichte und Religion. In Marburg vermittelten ihr die Vorlesungen Martin Heideggers bleibende Eindrücke. Im November 1929 promovierte sie in Marburg und zog anschließend nach Berlin. Im Februar 1930 absolvierte sie die Lehramtsprüfung für höhere Schulen und unterrichtete bis 1932 an Berliner Schulen als Studienassessorin. Eine schwere Blutvergiftung fesselte sie dann für mehrere Jahre an das Krankenbett, so dass sie ihrem Beruf nicht mehr nachgehen konnte.
Diese Leidenserfahrung bildete einen Tenor ihres literarischen Werkes. Ihre ersten Publikationen, abgesehen von ihrer Dissertation und der von ihr verfassten Germanischen Grammatik (1927) widmete sie historischen Themen.
1943 wurde Hanna Stephan aus Berlin-Dahlem nach Buchschlag evakuiert, wo sie sich am 9. August 1943 anmeldete. Über Uehrde gelangte sie am 1. April 1945 nach Osterode am Harz, wo sie bis zu ihrem Tod lebte. Über familiäre Beziehungen ist bekannt, dass ihr Bruder Hans Stephan Architekt war und ihr in Osterode ein Haus baute, in dem sie ihr Leben lang wohnen blieb.

## Wirken
Da Hanna Stephan mehreren Gedichten und Romanen das Thema Flucht und Vertreibung zu Grunde legte, nahm man autobiographische Momente an. Allerdings erklärt sich das Interesse der Autorin an dieser Thematik aus intensiven Kontakten zu Insassen eines Flüchtlingslagers in Osterode. Hanna Stephan selbst erreichte Osterode nicht als Flüchtling, sondern als Evakuierte.
Hanna Stephan schrieb eine längere Geschichte „Die Glocke“ (aus Krickau/Schlesien). Die Glocken aus Krickau sollten eingeschmolzen werden, fanden aber den Weg in die St. Jacobi-Schloßkirche in Osterode.
Ab 1940 waren nicht mehr mittelalterliche Stoffe bestimmend für ihre Werke, sondern sie begann mit dem Schreiben von Dorfgeschichten, beispielsweise Und was geschieht ist doch das gleiche (1941), Tiergeschichten, Hörspiele, Jugendbüchern, Romanen und einigen Gedichten. Ihre Romane behandeln Krieg, Lagerleben und Flucht, wie Psyche (1948), Der Dritte (1949) oder Engel Menschen und Dämonen (1951). Trotz der Loslösung von mittelalterlichen Stoffen veränderten sich ihre Grundfragen und Leitmotive nicht. So „bleibt die Frage nach dem Menschen, nach dem Menschsein schlechthin“ ebenso wie „ihr Blick auf das Unwandelbare und Zeitlose, in das das Wandelbare und Zeitliche eingebettet ist“ ohne Veränderung bestehen.
Zentral in Stephans Werken wie in ihrem Leben war die Glaubensperspektive. Weltbejahend und voll Trost und Hoffnung schwingt diese literarische Grundmelodie durch ihre Werke.
In den etwa 18 Jahren bis zu ihrem Tod verfasste Stephan zunehmend Tiergeschichten und Jugendbücher und richtete den literarischen Fokus auf ferne Länder.